# Джон Бейтс
Джон Коултер Бейтс (англ. John Coalter Bates; 26 серпня 1842 — 4 лютого 1919) — американський воєначальник, генерал-лейтенант армії США (1906), 3-й начальник штабу армії США (1906). Учасник Індіанських, Громадянської, Іспансько-американської та Філіппінсько-американської війн.

## Біографія
Військова кар'єра
- 1 травня 1861 — перший лейтенант (регулярна армія)
- 1 травня 1863 — капітан (регулярна армія)
- 1 серпня 1864 — бревет майор (регулярна армія)
- 9 квітня 1865 — бревет підполковник (регулярна армія)
- 6 травня 1882 — майор (регулярна армія)
- 19 жовтня 1886 — підполковник (регулярна армія)
- 25 квітня 1892 — полковник (регулярна армія)
- 4 травня 1898 — бригадний генерал (добровольці США)
- 8 липня 1898 — генерал-майор (добровольці)
- 2 лютого 1901 — бригадний генерал (регулярна армія)
- 15 липня 1902 — генерал-майор
- 1 січня 1906 — генерал-лейтенант

Джон Коултер Бейтс народився 26 серпня 1842 року в окрузі Сент-Чарльз, штат Міссурі, у родині конгресмена та майбутнього генерального прокурора США Едварда Бейтса та Джулії Девенпорт Коултер. Здобув освіту у Вашингтонському університеті в Сент-Луїсі. У травні 1861 року з початком Громадянської війни поступив на службу до армії Союзу, отримав звання першого лейтенанта 11-го піхотного полку. Пізніше він став ад'ютантом генерала Джорджа Дж. Міда, командувача Потомакської армії Союзу, отримавши тимчасове звання підполковника за мужність і гідну службу в битвах та боях, що призвело до захоплення Ричмонда та капітуляції армії Конфедеративних Штатів генерала Роберта Е. Лі у квітні 1865 року.
Пізніше Бейтс багато років служив на фронтирі, бравши участь у воєнних діях проти індіанського населення, у 1892 році отримав звання полковника 2-го піхотного полку. В травні 1898 року отримав звання бригадного генерала окремої бригади, що складалася з 3-го та 20-го піхотних полків під час іспано-американської війни та командував дивізією добровольців на Філіппінах на ранніх етапах філіппінсько-американської війни. Він був військовим губернатором Сьєнфуегоса в 1899 році і того ж року відправився на Філіппіни, де вів переговори з султаном Сулу. З 1900 по 1901 рік він командував 1-ю дивізією 8-го армійського корпусу, вів операції проти повстанців на півдні Лусона, а потім командував місцевим Департаментом.
Бейтс командував тимчасовою дивізією під час маневрів у Форт-Райлі та командував департаментами Міссурі та Озера з 1901 по 1904 рік, а потім Північною дивізією протягом року. Згодом його призначили на посаду начальника штабу армії Сполучених Штатів, на якій він перебував з 15 січня по 13 квітня 1906 року. За цей час він отримав звання генерал-лейтенанта. Він пішов у відставку у квітні 1906 року на його прохання, незадовго до досягнення обов'язкового порогового віку виходу на пенсію в 64 роки. Він був останнім начальником штабу армії, який брав участь у Громадянській війні в США.